# بلو پویه (سوردولیتسا)
بلو پویه (به صربی: Belo Polje) یک منطقهٔ مسکونی در صربستان است که در سوردولیکا واقع شده‌است. بلو پویه ۵۴۵ نفر جمعیت دارد.